# Otroška bolezen
Otróške bolézni so nalezljive bolezni, za katerimi zbolevajo zlasti otroci, po preboleli okužbi pa običajno nastopi doživljenjska imunost. Če ni ustreznega cepljenja, je zanje značilna velika stopnja obolevnosti. Če necepljen posameznik za določeno otroško boleznijo ne zboli v otroški dobi, lahko zboli tudi kasneje v življenju. Izraz ni enoznačno definiran.

## Tipične otroške bolezni
- otroška paraliza
- oslovski kašelj
- ošpice
- mumps
- peta bolezen
- šesta bolezen
- rdečke
- norice
- škrlatinka – nekateri je ne prištevajo med otroške bolezni, ker ne povzroči trajne imunosti

## Povzročitelji
Skorajda izključno so povzročitelji otroški bolezni virusi. Med izjemami je oslovski kašelj, ki jo povzroča bakterija Bordetella pertussis. Ob okužbi z virusom organizem proizvaja protitelesa, ki uničujejo povzročitelja, hkrati pa ostane imunski spomin in kasneje telo hitro in brez vidnih simptomov premaga povzročitelja.

## Značilni simptomi
Številne otroške bolezni povzročajo kožni izpuščaj (ošpice, rdečke, peta bolezen, šesta bolezen). Pri noricah se na koži tvorijo mešički s tekočino, pri mumpsu pa zateče obušesna žleza slinavka. Značilen simptom oslovskega kašlja je krčevit kašelj, ki spominja na oslovsko riganje.
Pri vseh otroških boleznih lahko pride tudi do zapletov.
Ošpice lahko povzročijo poškodbe različnih organov, med drugim vnetje pljuč, srednjega ušesa, žrela, dihalnih poti in v najhujšem primeru tudi vnetje možganskih ovojnic (s pojavnostjo 1:1000), ki je v 20 % smrtno.
Oslovski kašelj je nevaren zlasti za dojenčke v starosti do enega leta, pri katerih lahko namesto krčevitega kašlja nastopi zastoj dihanja, ki je življenjsko ogrožujoč.
Tudi pri mumpsu so lahko poleg žlez slinavk prizadeti drugi organi, na primer možganske ovojnice in pri fantih moda, kar lahko povzroči neplodnost.
Rdečke so nevarne zlasti med nosečnostjo, saj povzročajo embriopatijo - poškodujejo plodove možgane, oči in ušesa.

## Profilaksa
Najzanesljivejša zaščita pred otroškimi boleznimi je cepljenje. Zaradi obveznega cepljenja otrok so postale otroške bolezni v sodobnem času redke.

## Zdravljenje
Ker gre povečini za virusne bolezni, blažimo le simptome (nižanje vročine, lajšanje bolečin, pitje dovoljšnih količin tekočine ...). Virostatiki oziroma protivirusna zdravila se uporabljajo pri hujših oblikah bolezni, zlasti pri imunsko oslabljenih posameznikih.